# 五虎退
五虎退（ごこたい）あるいは五虎逃げ（ごこにげ）は、鎌倉時代に作られたとされる日本刀（短刀）。日本の重要美術品に認定されており、2019年時点では個人所蔵で米沢市上杉博物館に寄託されている。1937年の重要美術品認定時の名称は「短刀 銘吉光 附 腰刀拵（柄ナシ）」。五鈷吉光は誤記であることを刀剣研究家の福永酔剣は指摘している。

## 概要
鎌倉時代の刀工・粟田口則国あるいは国吉の子とされる藤四郎吉光により作られた刀である。藤四郎吉光は、山城国粟田口派の刀工のうち最も著名であり、特に短刀や剣の作刀では名手と知られていた。
五虎退の名前の由来は、足利義満の派遣した遣明使の使節団の一人が中国で虎の群に襲われた際に、所持していたこの短刀で追い払ったという逸話によるものとされており、能阿弥の『能阿弥本銘尽』にその記述が遺されている。ただし、刀の輝きに虎が恐れをなして逃げ出したのは確かだが実は虎は1匹であり、帰国時の報告でサバを読んで5匹と水増ししたところ、報告を受けた義満によって「五虎退」と名付けられたという伝承もある。
その後、五虎退は義満から朝廷に献上され、永禄2年（1559年）4月に上杉謙信が2度目の上洛した際に、正親町天皇と室町幕府13代将軍足利義輝らと謁見し、5月1日に内裏へ参内した際に正親町天皇より拝領した。文献上では上杉家刀剣台帳乾第51号、および御重代三十五腰にて記載が確認できる。養父の謙信と同じく愛刀家であった上杉景勝が選んだ「上杉景勝御手選三十五腰」の一つでもある。
1881年（明治14年）、明治天皇による東北巡幸の際には五虎退が天覧に供される。父・孝明天皇の遺品である吉光作の短刀を所有していた明治天皇は、その時に見た五虎退に目が奪われ、本阿弥に対して五虎退と自身の持つ吉光作の短刀を引き合いにどちらの藤四郎が優れているかと問いた。すると本阿弥は「陛下ご持参の方が優れていると存じます」と返答すると、明治天皇は「それでは十虎退だな」と笑みを浮かべたという逸話が遺されている。上杉家では謙信・景勝の伝来品の多くを上杉神社に奉納し、自家に所蔵する宝物の多くを第二次世界大戦後に手放したが、五虎退は上杉家に残る。2019年現在は米沢市上杉博物館に寄託されている。

## 作風
鞘は33.6センチメートル。刀身の元幅が2.48センチメートル、先幅は1.42センチメートル。平造、無反りで、地鉄は青みがかかっている。表裏の棟寄りに護摩箸（細い溝2本を平行に並べたもの）を彫る。茎に吉光の二字銘を切る。